# NGC 3597
NGC 3597 é uma galáxia espiral (S0-a) localizada na direcção da constelação de Crater. Possui uma declinação de -23° 43' 38" e uma ascensão recta de 11 horas, 14 minutos e 42,0 segundos.
A galáxia NGC 3597 foi descoberta em 21 de Março de 1835 por John Herschel.